# سيركس ميركس
سيركس ميركس هي فرقة بروغريسيف روك جورجية تأسست في 2020 وتتكون من 3 أعضاء، مثلت جورجيا في مسابقة الأغنية الأوروبية لعام 2022.

## روابط خارجية
- سيركس ميركس على موقع IMDb (الإنجليزية)
- سيركس ميركس على موقع ميوزك برينز (الإنجليزية)
- سيركس ميركس على موقع أول ميوزيك (الإنجليزية)
- سيركس ميركس على موقع ديسكوغز (الإنجليزية)